# Blaesoxipha kellyi
Blaesoxipha kellyi är en tvåvingeart som först beskrevs av Aldrich 1914.  Blaesoxipha kellyi ingår i släktet Blaesoxipha och familjen köttflugor. Inga underarter finns listade i Catalogue of Life.